# 今藤長十郎 (3代目)
三代目 今藤 長十郎（さんだいめ いまふじ ちょうじゅうろう、1915年（大正4年）10月22日 - 1984年（昭和59年）8月4日）は、長唄三味線方の奏者。本名は坂田 牧助（さかた まきすけ）。東京市生まれ。
父が二代目今藤長十郎、三女が四代目今藤長十郎。 姉は女流長唄三味線の第一人者で人間国宝の今藤綾子。歌舞伎役者の十一代目市川團十郎・初代松本白鸚・二代目尾上松緑の三兄弟は従兄弟にあたる。

## 来歴
- 1920年　5歳のとき『雛鶴三番叟』で初舞台。
- 1929年　四代目今藤佐太郎を襲名。同年NHKで初放送。新曲『ラジオの光』を発表。
- 1942年　三代目今藤長十郎を襲名。
- 1946年　杵屋佐之助、杵屋宇太蔵らと長唄協会を復活。理事に就任。
- 1956年　 芸術祭、音楽祭、各種コンクールに作曲・演奏部門で参加。1972年までに芸術祭賞2回、芸術祭奨励賞6回をはじめ、民放祭賞、国際テレビ、映画祭グランプリなど、受賞は10回以上に及ぶ。
- 1964年　邦楽の垣根を越えて、清元榮三郎・四代目清元梅吉・常磐津英寿らと邦楽研究会を結成。
- 1969年　長唄協会副会長。
- 1982年　清元志寿太夫と芸遊会を開催。志寿太夫の節付け、自身の作曲による『豊後道成寺』を発表。
- 1983年　大阪芸術大学教授に就任。
- 1984年　人間国宝。同年8月4日死去、満68歳。

## 受賞
- 1959年　芸術祭賞
- 1977年　紫綬褒章、
- 1982年  モービル音楽賞
- 1983年  日本芸術院賞[1]

## 主な作曲
- 『藤船頌』
- 『こころの四季』
- 『しづかな流れ』
- 『阿吽』
- 『蝉丸逢坂秘曲伝』
- 『榎』
- 『旅』
- 『山郷の四季』
- 『茶のこころ』